# Sopwith Camel
Sopwith Camel là kiểu máy bay tiêm kích một chỗ ngồi được Không quân Hoàng gia Anh (RAF) sử dụng trong Chiến tranh thế giới lần thứ nhất. Đây là kiểu máy bay được đánh giá là tốt và hiện đại nhất trong cuộc chiến này với thành tích bắn hạ 1.294 máy bay của phe Liên minh Trung tâm, đạt thành tích tốt nhất trong số các loại máy bay chiến đấu của phe Entente.

## Thiết kế và phát triển

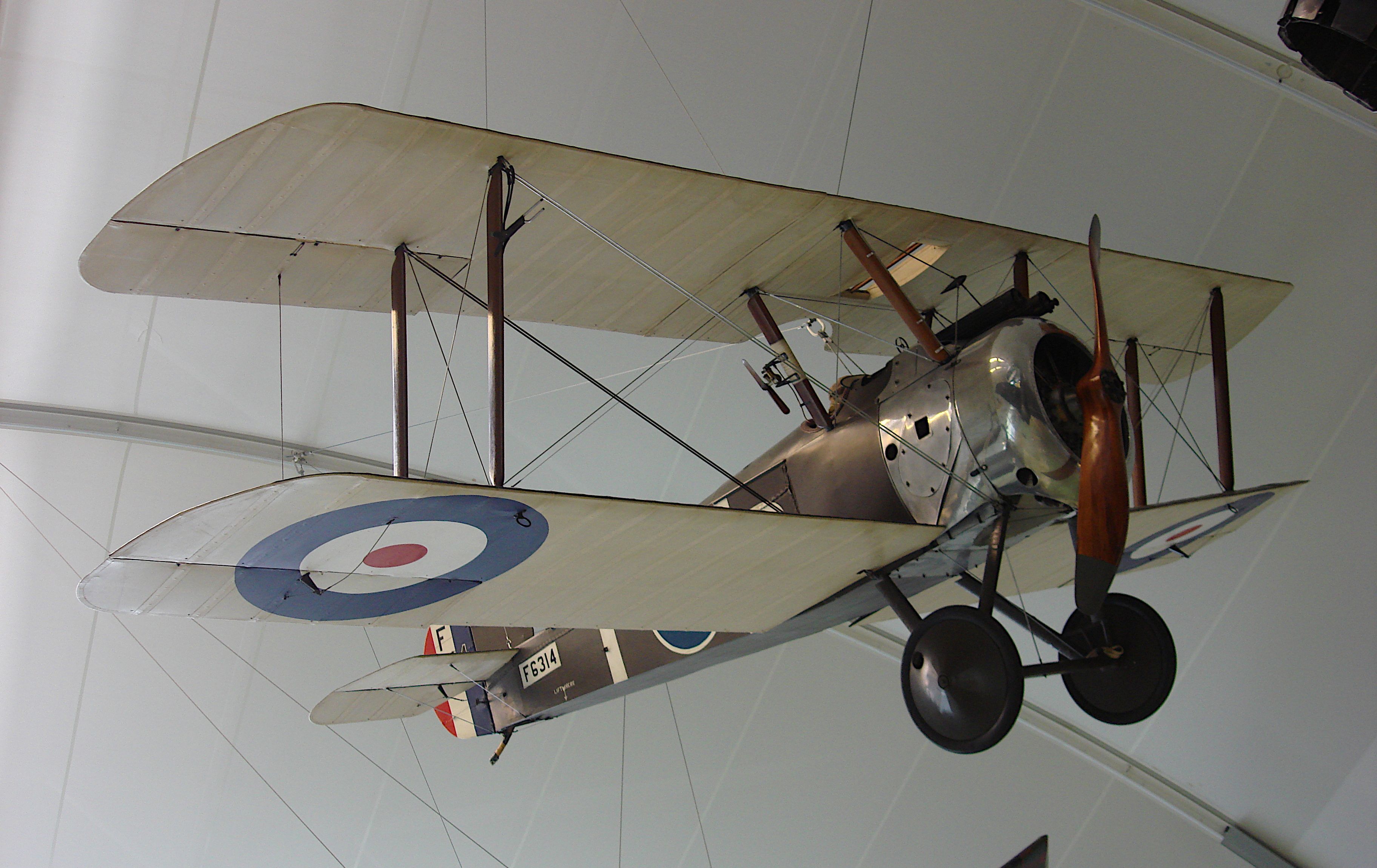
Sopwith Camel tại bảo tàng Không quân Hoàng gia Anh, London

Sopwith Camel được thiết kế nhằm mục đích thay thế kiểu Sopwith Pup đang dần trở nên lỗi thời, đồng thời làm chấm dứt ưu thế trên không của không quân đế quốc Đức. Mẫu thử nghiệm đầu tiên của kiểu máy bay này đã cất cánh vào tháng 12 năm 1916, với động cơ Clerget 9Z 110 mã lực. Khi mới ra đời, nó được gọi là "Big Pup". Cái tên "Camel" (Lạc đà) đến từ phần nhô lên trên thân máy bay, chứa hai khẩu súng máy Vickers 7.7 mm có thể bắn nhanh xuyên qua cánh quạt trước. Sopwith Camel là kiểu máy bay đầu tiên của không quân Hoàng gia Anh được lắp súng máy kế nhau phía trước buồng lái. Kiểu trang bị hỏa lực này sau đó trở thành tiêu chuẩn cho các máy bay Anh thế hệ sau đến 20 năm.
Sopwith Camel đưa vào phục vụ chiến đấu từ tháng 6 năm 1917 gần Dunkirk. Đến tháng 2 năm 1918, 13 phi đoàn của không quân Hoàng gia Anh đã có mặt kiểu máy bay này. Khoảng 5.490 chiếc máy bay kiểu này đã được sản xuất trong và một thời gian ngắn sau Chiến tranh thế giới lần thứ nhất.

## Lịch sử hoạt động

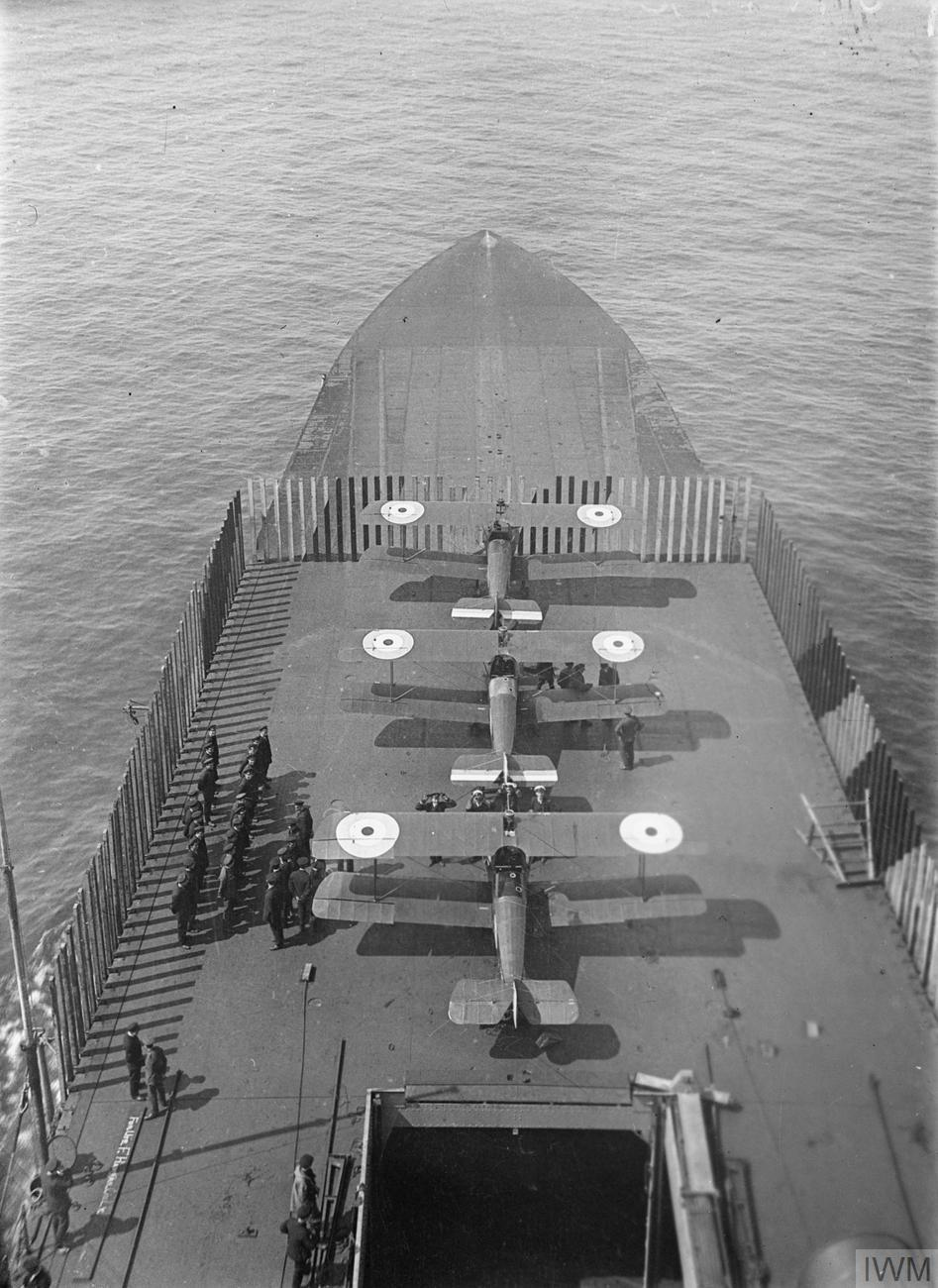
Các máy bay Sopwith Camel trên tuần dương hạm HMS Furious

Không giống như các loại máy bay Sopwith khác, Sopwith Camel rất khó bay và điều khiển. Điều này đến từ đặc điểm tập trung động cơ, hỏa lực và hệ thống điều khiển lại trong một không gian chật hẹp tuy giúp nó tấn công tốt hơn nhưng cũng khiến người phi công gặp khó khăn hơn trong việc điều khiển. Ngoài ra do hoàn toàn được chế tạo bằng gỗ và vải dù cộng với thùng nhiên liệu được bảo vệ không kỹ khiến nó dễ bị bắt lửa. Gần 400 phi công đã chết vì tai nạn trong lúc tập luyện. Tuy nhiên cũng vì đặc điểm này mà các phi công lái kiểu máy bay này đều phải là những người đầy kinh nghiệm và tài giỏi khiến nó đạt được những thành công vượt bậc.
Camel hoạt động chủ yếu ở Mặt trận phía Tây với nhiệm vụ chống các máy bay ném bom tầm xa và khinh khí cầu Zeppelin của Không quân Đế quốc Đức, đặc biệt là vào ban đêm. Đây là kiểu máy bay đầu tiên đã bắn rơi máy bay ném bom hạng nặng Gotha của Đức tại London cũng như khí cầu Zeppelin. Thành công này đến từ tốc độ nhanh (160 km/giờ) và nhất là sự linh hoạt đến khó tin. Hỏa lực mạnh cũng là 1 yếu tố đáng kể. Với 1.294 lần bắn hạ máy bay đối phương, Camel trở thành kiểu máy bay hiệu quả nhất của phe Entente trong Thế chiến thứ nhất đồng thời giành lấy quyền kiểm soát bầu trời từ những chiếc Albatros của Đức.
Một trong số các chiến công nổi tiếng nhất do phi công lái máy bay Sopwith Camel tạo nên là chiến tích bắn hạ phi công huyền thoại người Đức biệt danh "Nam tước Đỏ", Manfred von Richthofen vào ngày 21 tháng 4 năm 1918 bởi phi công người Canada Arthur Roy Brown. Trong khi đó, 1 phi công người Canada khác là William George Barker nổi tiếng với chiến tích bắn hạ 46 máy bay và khinh khí cầu từ tháng 9 năm 1917 đến tháng 9 năm 1918 trong 404 giờ bay. Toàn bộ thành tích trên của Barker đều được ghi trên chiếc máy bay Sopwith Camel số hiệu B6313.
Đến giữa năm 1918, vai trò máy bay tiêm kích của Camel đã gần như lỗi thời vì tốc độ và cao độ không thể sánh được với các kiểu máy may tiêm kích đời mới khác. Nó được giao một nhiệm vụ mới là tấn công các mục tiêu trên mặt đất hoặc tiếp tế. Trong cuộc Tổng tấn công mùa xuân 1918 của Đức, những chiếc Camel đã được cử đi quấy rối đường tiến quân bằng cách thả những quả bom nhỏ từ trên cao xuống. Sự chậm trễ trong việc ra đời mẫu thiết kế mới Sopwith Snipe đã giúp Camel kéo dài thời gian hoạt động cho đến khi Thế chiến thứ nhất kết thúc.
Sopwith Camel còn tham gia vào cuộc tấn công của các tàu sân bay đầu tiên. Ngày 19 tháng 7 năm 1918, 7 chiếc Sopwith Camel được phóng từ tuần dương hạm HMS Furious đã tấn công căn cứ Zeppelin của Đức tại Tondern, với hai quả bom 50 lb mỗi quả. Nhiều khí cầu và bóng khí bị phá huỷ, nhưng vì tàu sân bay không có cách nào để thu hồi máy bay một cách an toàn, hai phi công đã bỏ máy bay trên biển cạnh tàu trong khi những người khác bay tới nước Đan Mạch trung lập. Mùa hè 1918, 2F.1 Camel đã được thử nghiệm sử dụng như một loại máy bay chuyên treo dưới các khinh khí cầu nhưng cuối cùng dự án loại này đã được bãi bỏ vì không có hiệu quả.

## Các phiên bản

### Sopwith Camel F.1
- Máy bay tiêm kích một chỗ ngồi

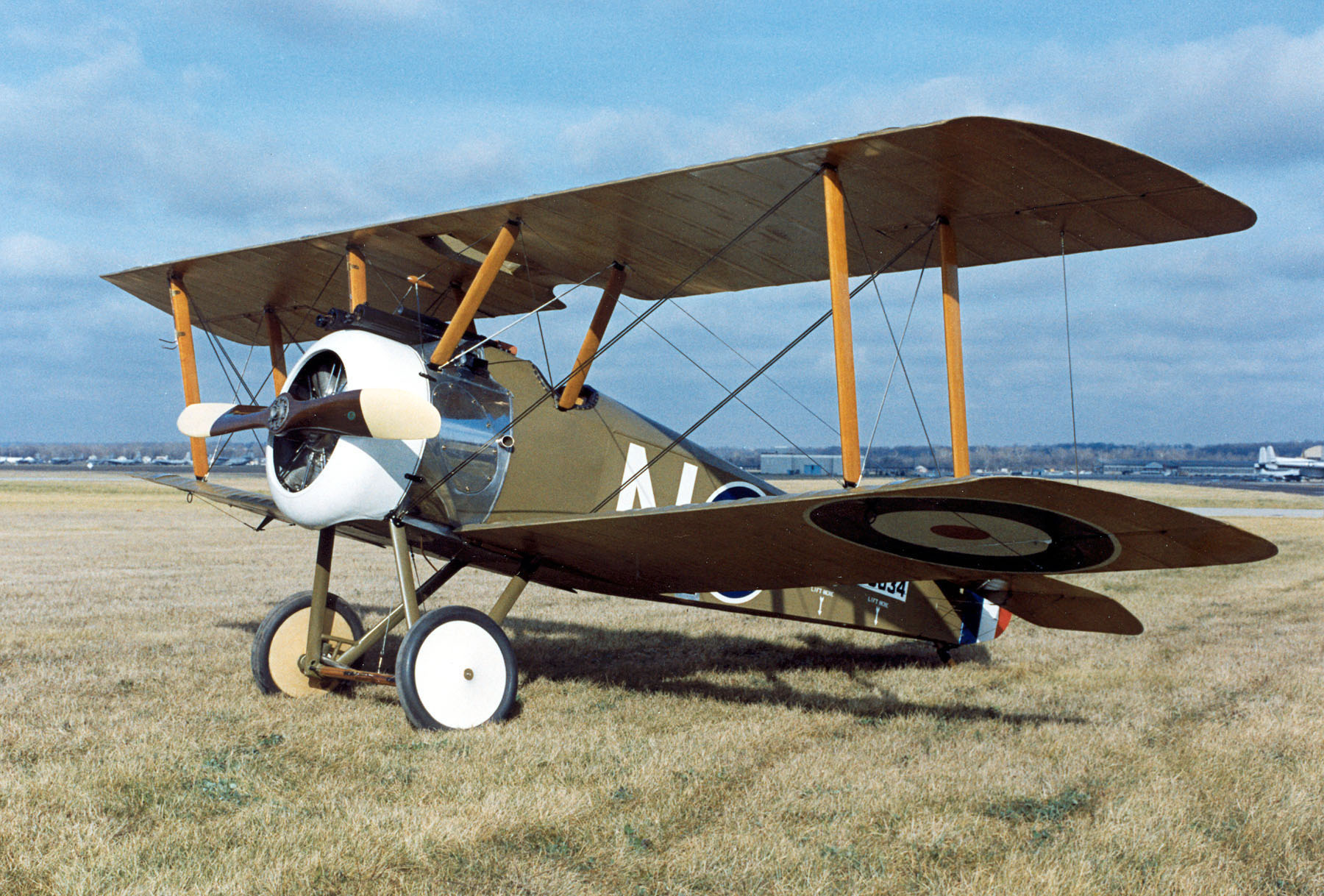
Sopwith F.I Camel

- Phiên bản được sản xuất chính với hỏa lực là 2 súng máy Vickers.

### Sopwith Camel 2F.1
- Máy bay tiêm kích hoạt động trên tàu.
- Sải cánh ngắn hơn
- Hỏa lực 1 súng máy Vickers và 1 súng máy Lewis
- Động cơ Bentley BR1

### Máy bay tiêm kích ban đêm Sopwith Camel "Comic"
Ghế ngồi phi công được dời ra phía sau. 2 khẩu súng máy Vickers được thay thế bằng 2 khẩu Lewis. Được sử dụng trong Thế chiến thứ nhất chống lại các đợt oanh tạc của không quân đế quốc Đức vào nước Anh. Thường được sử dụng cùng với kiểu máy bay Sopwith 1½ Strutter.

### F.1/1
- Cánh nhọn hơn các phiên bản khác.

### ("Tiêm kích đào rãnh") T.F.1
- Máy bay cường kích loại sơ khai.
- Súng máy góc hướng xuống.
- Trang bị giáp để tăng cường bảo vệ.

## Các quốc gia sử dụng

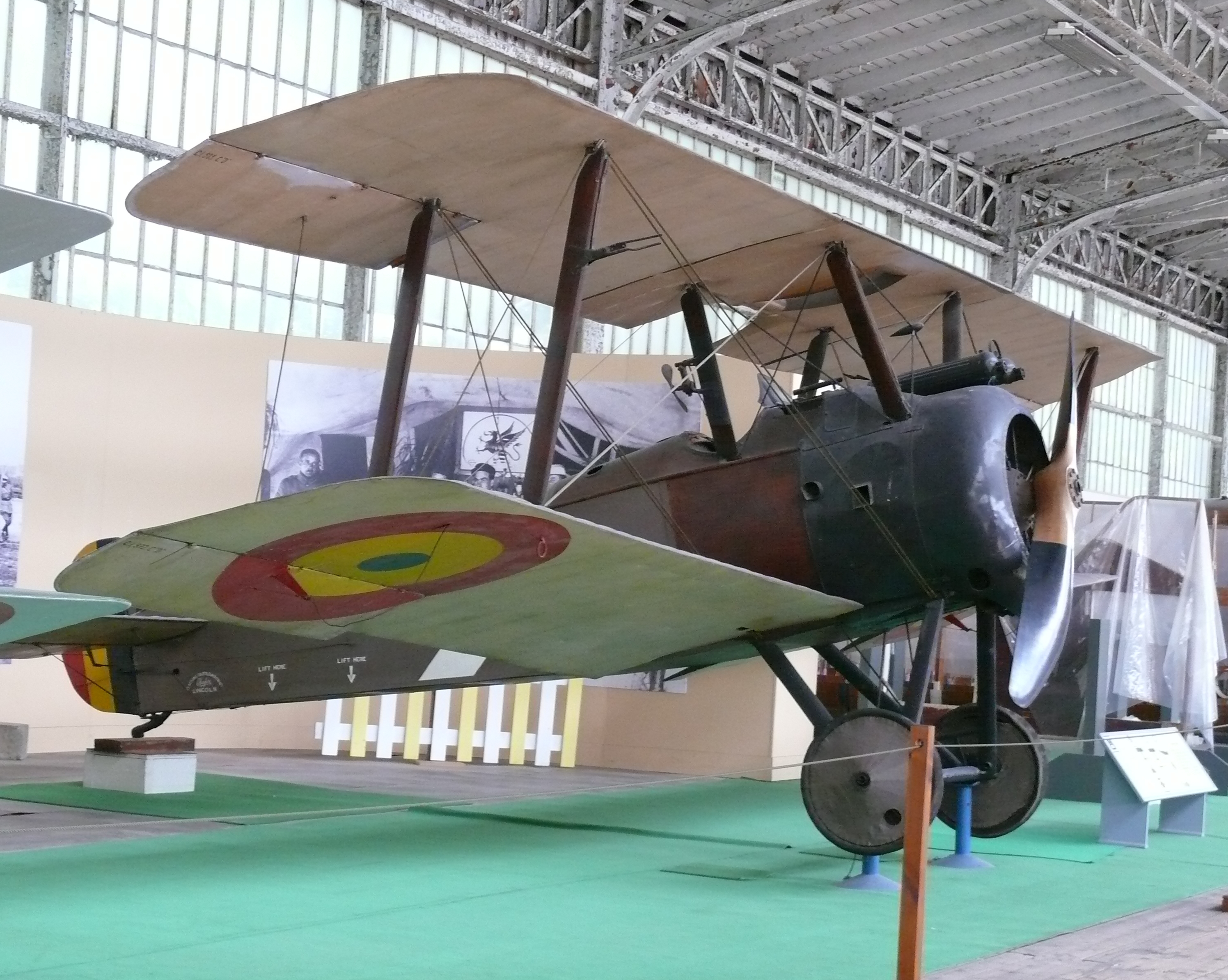
Sopwith Camel, Aviation Militaire Belge

Úc
 Bỉ
 Canada
 Estonia
 Hy Lạp
 Latvia
 Hà Lan
 Ba Lan
 Thụy Điển
 Anh Quốc
- Không quân Hoàng gia Anh

 United States
- Không quân Mỹ

## Đặc điểm kỹ thuật
Tham khảo Quest for performance 

### Đặc tính chung
- Đội bay: 01 người
- Chiều dài: 5.71 m (18 ft 9 in)
- Sải cánh: 8.53 m (26 ft 11 in)
- Chiều cao: 2.59 m (8 ft 6 in)
- Diện tích bề mặt cánh: 21.46 m² (231 ft²)
- Trọng lượng không tải: 420 kg (930 lb)
- Trọng lượng cất cánh tối đa: 660 kg (1.455 lb)
- Động cơ: 1 động cơ cánh quạt 9 xi-lanh Clerget 9B có sức đẩy 130 Hp.

### Đặc tính bay
- Tốc độ tối đa: 185 km/h (115 mph)
- Tầm hoạt động: 485 km
- Tầm bay tối đa: 6.400 m (21.000 ft)
- Tốc độ lên cao: 5.5 m/s (1.085 ft/min)
- Lực nâng của cánh: 30.8 kg/m² (6.3 lb/ft²)
- Tỉ lệ công suất/khối lượng: 150 W/kg (0.09 hp/lb)

### Hỏa lực
- 2 súng máy Vickers 7.7 mm (0.303 in).